# Ellen Stewart
Ellen Stewart, född 7 november 1919 i antingen Chicago eller Alexandria, Louisiana, död 13 januari 2011 i New York, var en amerikansk teaterproducent och teaterregissör.

## Biografi
Ellen Stewart studerade till lärare på Arkansas State University. 1950 kom hon till New York och blev modedesigner genom att gå den långa vägen. Utan tidigare teatererfarenheter startade hon 1961 Cafe La Mama i en liten källarlokal i Greenwich Village för att hjälpa vänner med en scen att skriva för. Ellen Stewart anses därmed som den som uppfann off-off-Broadway. I början finansierade hon verksamheten genom sitt designarbete. Vid mitten av sextiotalet ombildades caféet till La MaMa Experimental Theatre Club och 1969 flyttade man till före detta köttindustrilokaler i Lower East Side där man kunde öppna tre scener. 1974 öppnade hon The Annex i grannskapet, 2009 döptes denna scen om till Ellen Stewart Theatre. Ellen Stewart introducerade många unga dramatiker, däribland Sam Shepard och Harvey Fierstein. Det var hon som först introducerade britten Harold Pinter för den amerikanska publiken. 1971 hade musikalen Godspell premiär på La MaMa innan den flyttades till Broadway. Till regissörerna som regisserade tidiga produktioner på La MaMa hör Robert Wilson och Joseph Chaikin. Också kompositören Philip Glass började sin karriär på La MaMa. Till teaterns skådespelare hör Al Pacino, Robert De Niro, Bette Midler, Richard Dreyfuss och Nick Nolte. La MaMa tog emot gästspel av bland andra Peter Brook, Jerzy Grotowski och Tadeusz Kantor och teatern turnerade själv till Colombia, Venezuela, Libanon, Iran, Belgien, Nederländerna, Österrike, Tyskland, Danmark, Finland, Sverige, Storbritannien, Frankrike, Italien, Schweiz, Spanien, Kroatien, Sydkorea, Turkiet, Australien, Grekland, Ukraina, Ryssland och Makedonien. Först sent i livet började Ellen Stewart regissera själv. Hon räknas vid sidan av Joseph Papp som en av de mest inflytelserika teaterpersonligheterna i USA sedan andra världskriget. 1971 utsågs hon till Unescos kulturambassadör i Filippinerna. 1993 valdes hon in i Broadway Theatre Hall of Fame och 2006 erhöll hon en Tony Award Honor for Excellence in Theatre. Hon tilldelades även den franska Arts et Lettres-orden.